# Worcester (Marskrater)
Der Krater Worcester befindet sich in der Nähe der Flussmündung von Kasei Valles auf dem Mars. Er misst etwa 24 km im Durchmesser und wurde nach einer Stadt in New York benannt.